# 川口市立グリーンセンター
川口市立グリーンセンター（かわぐちしりつグリーンセンター）は、埼玉県川口市新井宿にある植物園。2017年のグリーンセンター開園50周年や2018年の川口市の中核市移行を機に施設の更新が行われている。

## 概要
1967年11月1日「グリーンセンター川口市立花木植物園」として開園。1979年に現名称に変更。「都市農業の振興」「緑地の保全」「市民のレクリエーションの場の提供」を設置目的としている。
約15ヘクタールの園内においては、大芝生広場・つつじ山・花壇・ロックガーデン・菖蒲園などの施設に様々なバラエティーに富んだ植物が展示されており、川口市安行地区で栽培された植木の展示や販売も行われている。
東京外環自動車道に近く、東京都心や練馬区の東映東京撮影所からも下道でも小一時間という手頃な立地条件の公営施設であり、開園間もないころからテレビドラマや映画のロケ撮影に頻繁に使われている。スーパー戦隊シリーズ・メタルヒーローシリーズ・仮面ライダーシリーズ・東映不思議コメディーシリーズ・ガールズ×戦士シリーズでは長年にわたりロケ地として敷地内の各所がふんだんに使われている。これは同じ県内で所沢市の所沢航空記念公園と並んでロケの数が多い。
日本の都市公園100選に選定されている。また、2000年（平成12年）5月5日には、埼玉新聞社の「21世紀に残したい・埼玉ふるさと自慢100選」に選出された。
開園から50年以上が経過し、施設の老朽化や園路の地盤沈下、入園者のニーズの変化などがみられることから、2019年より施設全体を順次ブロックごとに分けての再整備事業が行われている。

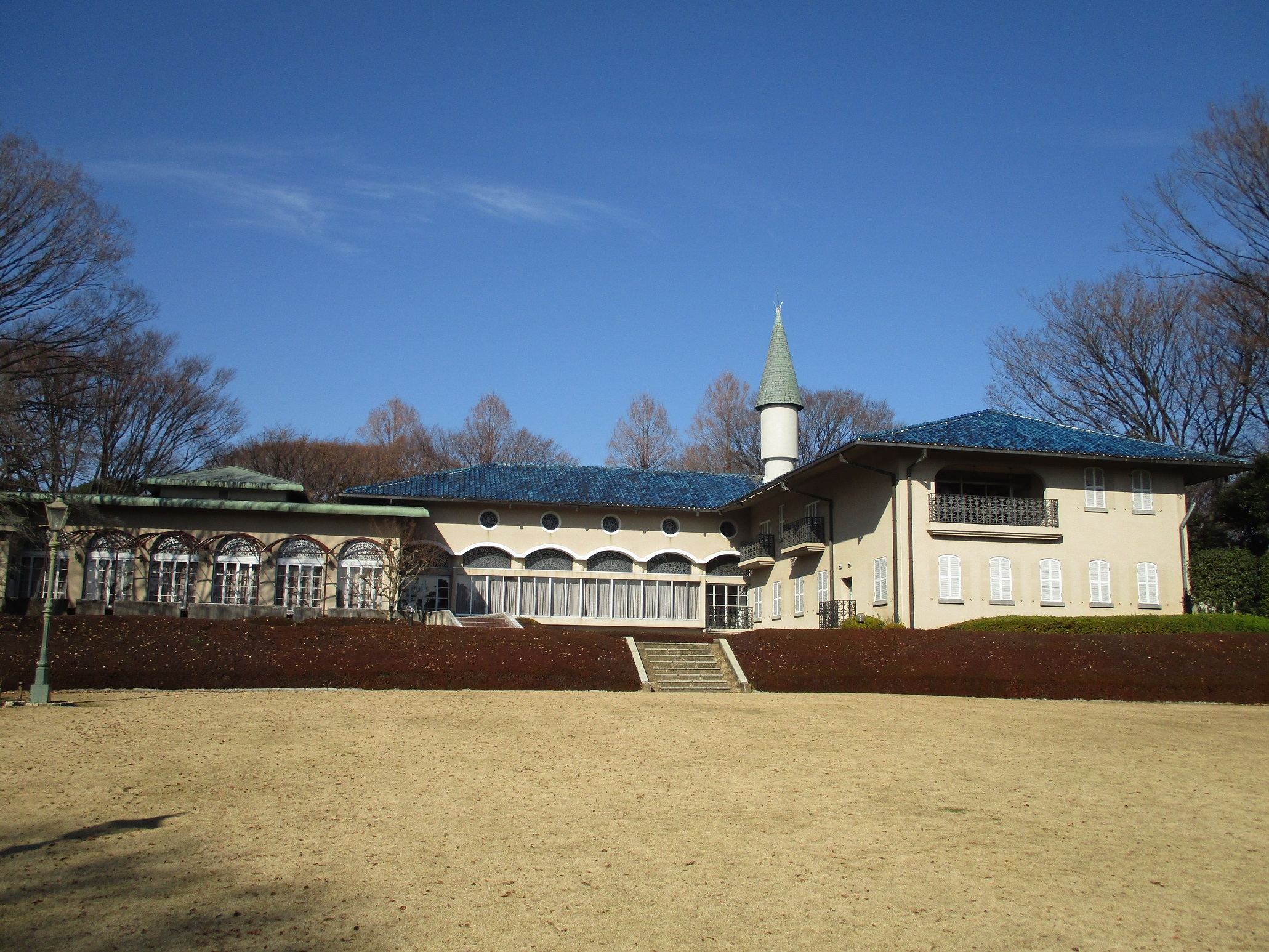
大集会場
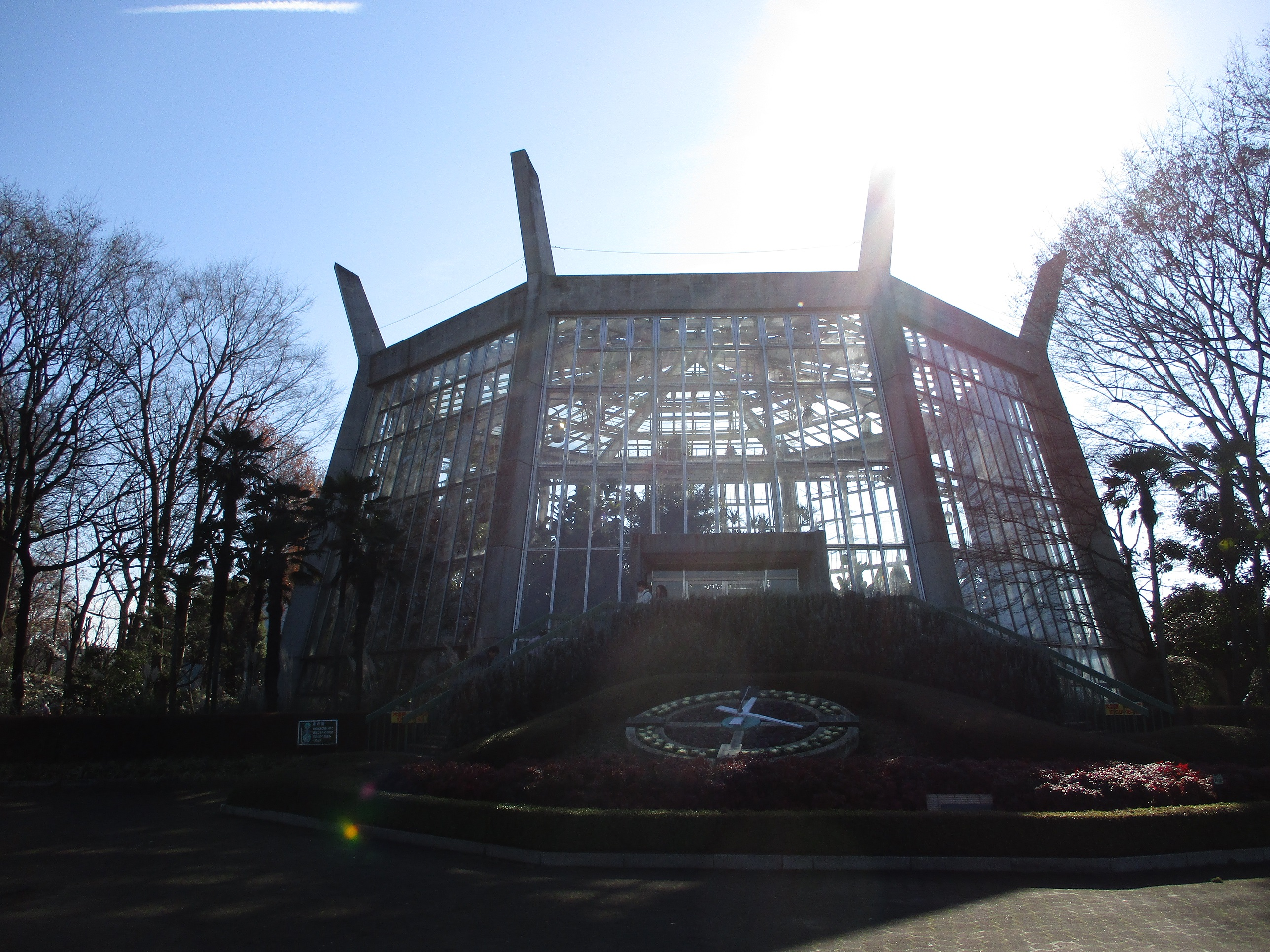
大温室
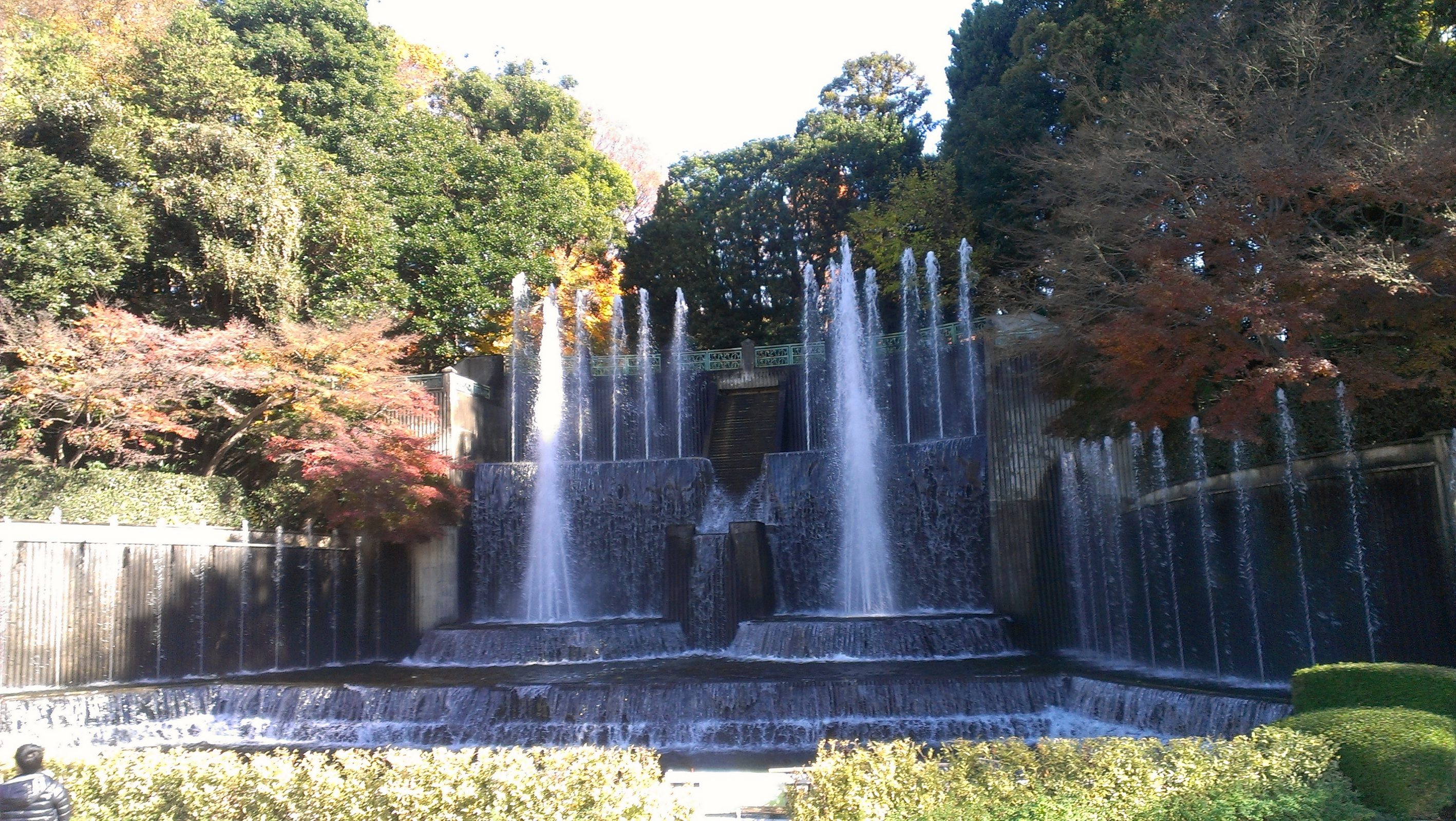
大噴水
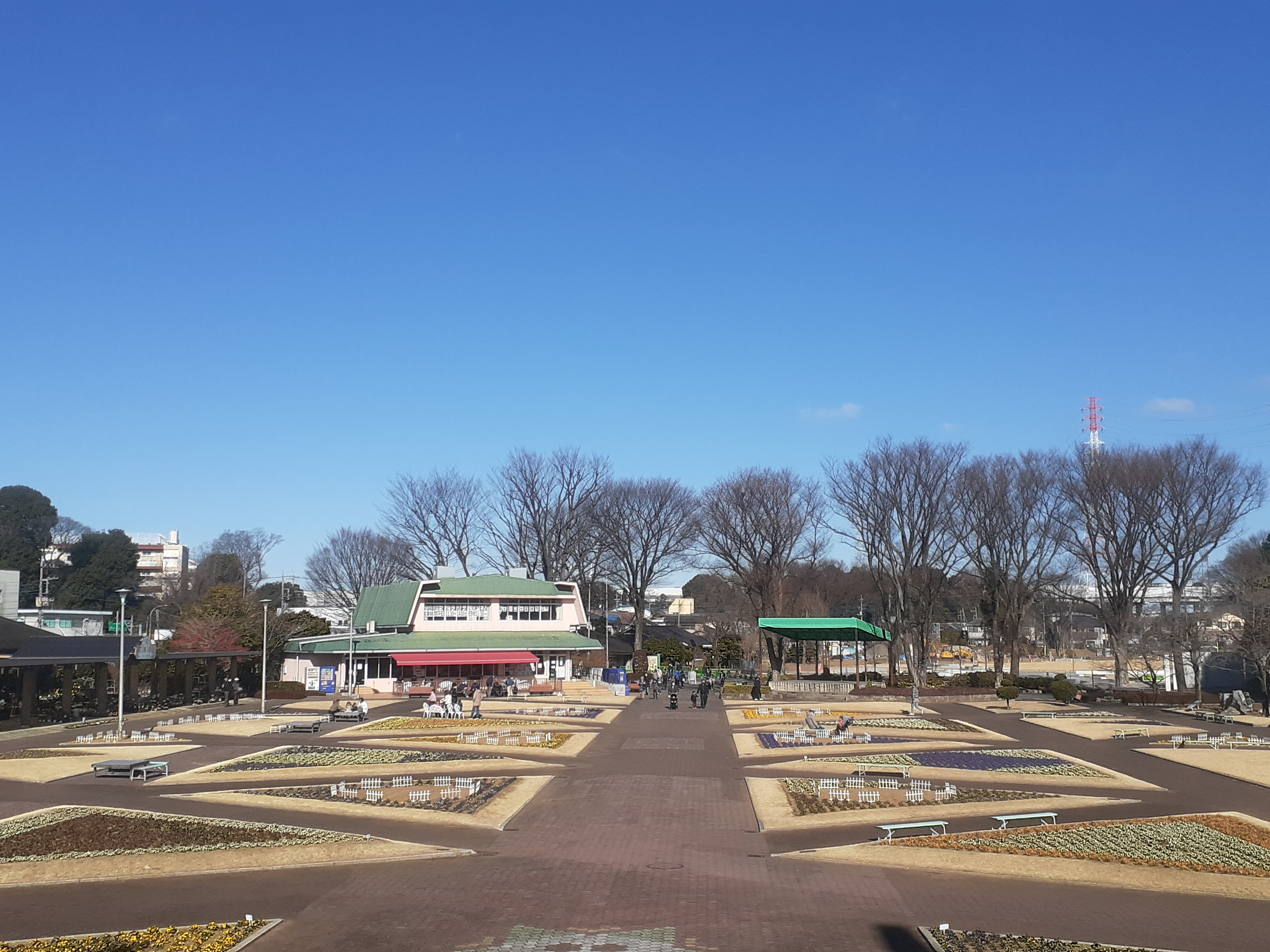
花壇広場

## 沿革
- 1946年 4月 - 農業振興のため埼玉県川口地区指導農場、設立。
- 1960年 3月 - 川口市農業センター、設立。
- 1967年 9月 - 第22回国民体育大会に出席する皇太子と皇太子妃（現在の上皇、上皇后）の宿舎に充てられる（大集会堂「シャトー赤柴」）[4]。
- 1967年 11月 - 「グリーンセンター川口市立花木植物園」、開園。
- 1979年 4月 - 「川口市立グリーンセンター」に改称。
- 1979年 7月 - 流水プール場、開場。
- 1979年 12月 - アイススケート場、開場。
- 1985年 11月 - わんぱく広場、開場。
- 1989年 7月 - 日本の都市公園100選に選定される。
- 1994年 10月 - わんぱく広場を改修する。併せて東門を建設する。
- 2022年 2月 - 園内北側の大リニューアルが完了。これまで北側にあった「つつじ山」を撤去し、「冒険の森（フィールドアスレチック）」「芝生広場（兼防災広場）」「昆虫の森」「ちびっこ広場」「いきいき広場」を新設。

## アクセス
公共交通

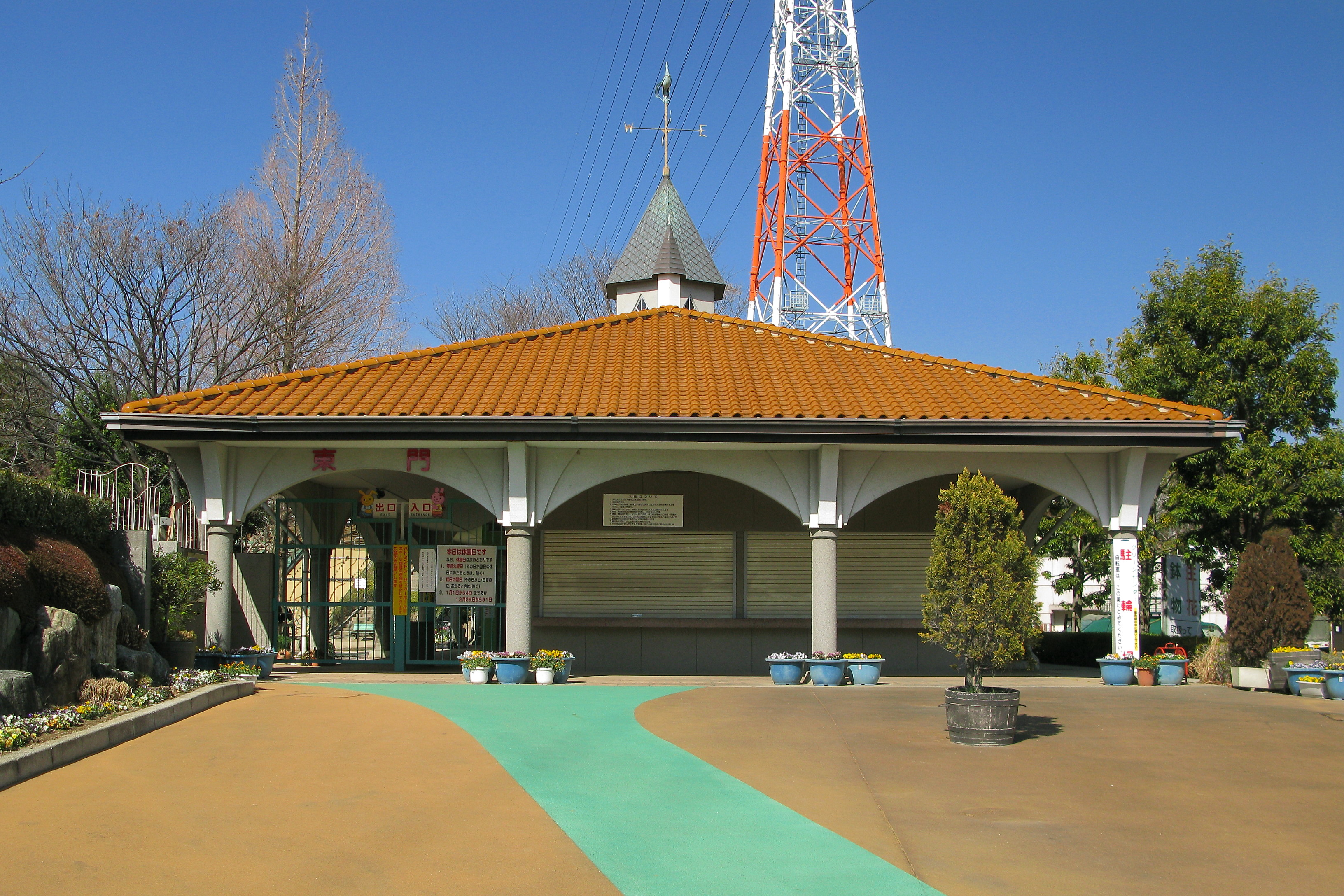
東門（2012年2月）

- 埼玉高速鉄道線新井宿駅1番出口より徒歩10分
- JR京浜東北線川口駅東口より、国際興業バス以下の3系統を利用。
  - 川19系統　戸塚安行駅ゆき
  - 川20系統　東川口駅南口ゆき
  - 川23系統　新井宿駅ゆき

川19・川20系統の場合、グリーンセンター下車、すぐ。
川23系統の場合は、神根支所下車、徒歩3分、または川口市立医療センター下車、東門より入場。
道路
- 東京外環自動車道川口中央インターチェンジより約5分

## 廃止施設
園外の至近に位置する埼玉県道34号さいたま草加線（第二産業道路）を挟んだ向かいの箇所に、同じく川口市立グリーンセンターによる屋外プール場が存在した。夏季は通常のプール（流水プール）として、冬季はプールの水を凍結させることによってスケートリンク（アイススケート場）としての営業を行っていた。
しかし、流水プール場は老朽化と利用者の減少に伴い2021年度に廃止された（施設廃止に伴い駐車場を拡大した）。